# 바이오디젤

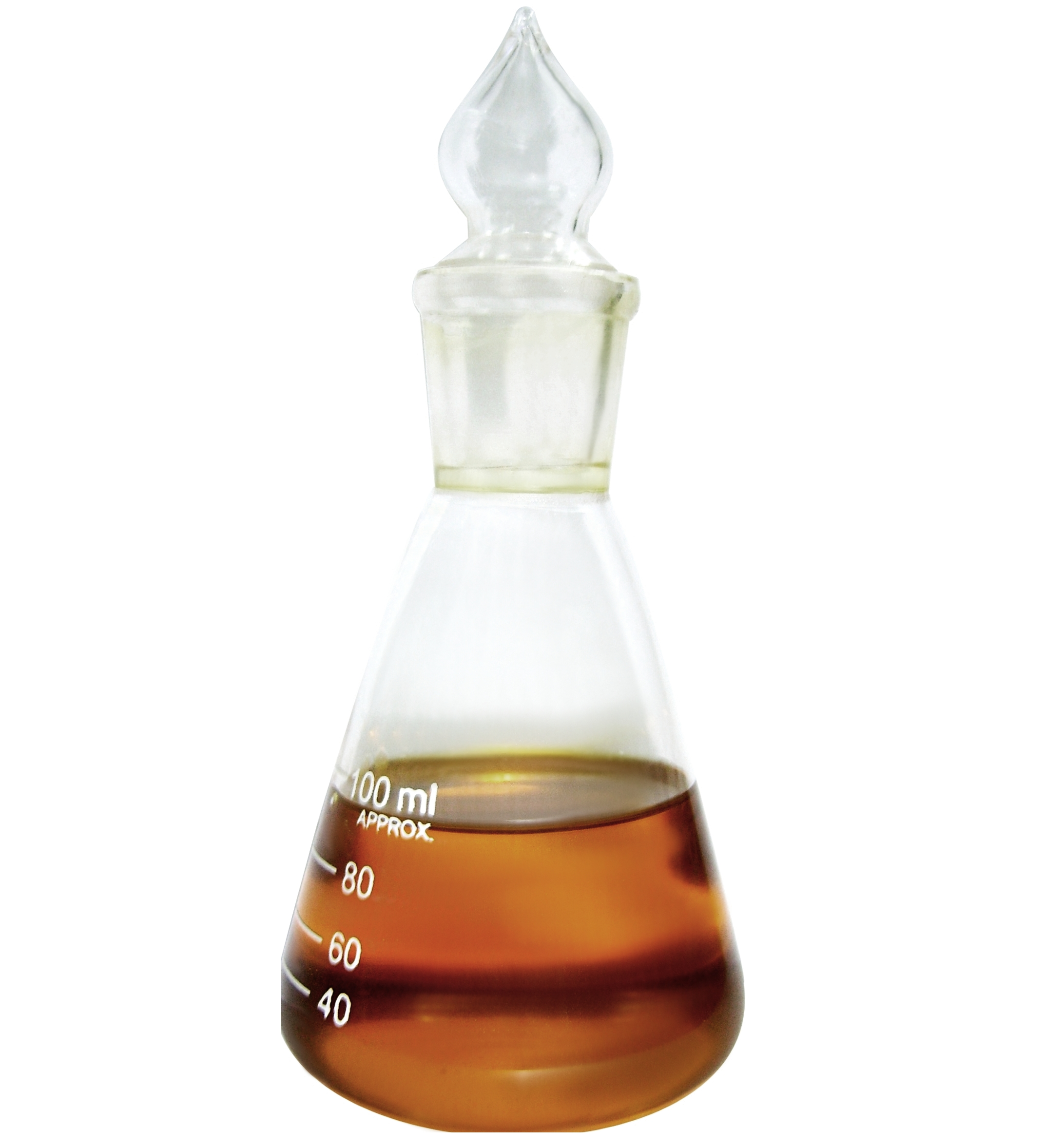
바이오디젤 샘플

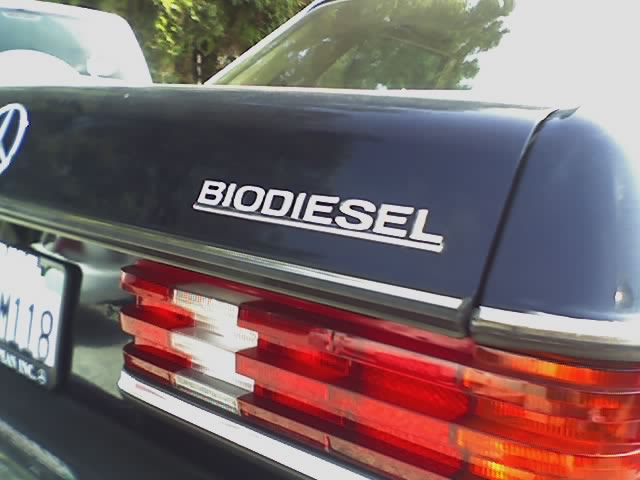
구형 디젤 메르세데스는 바이오 디젤로 운행한다

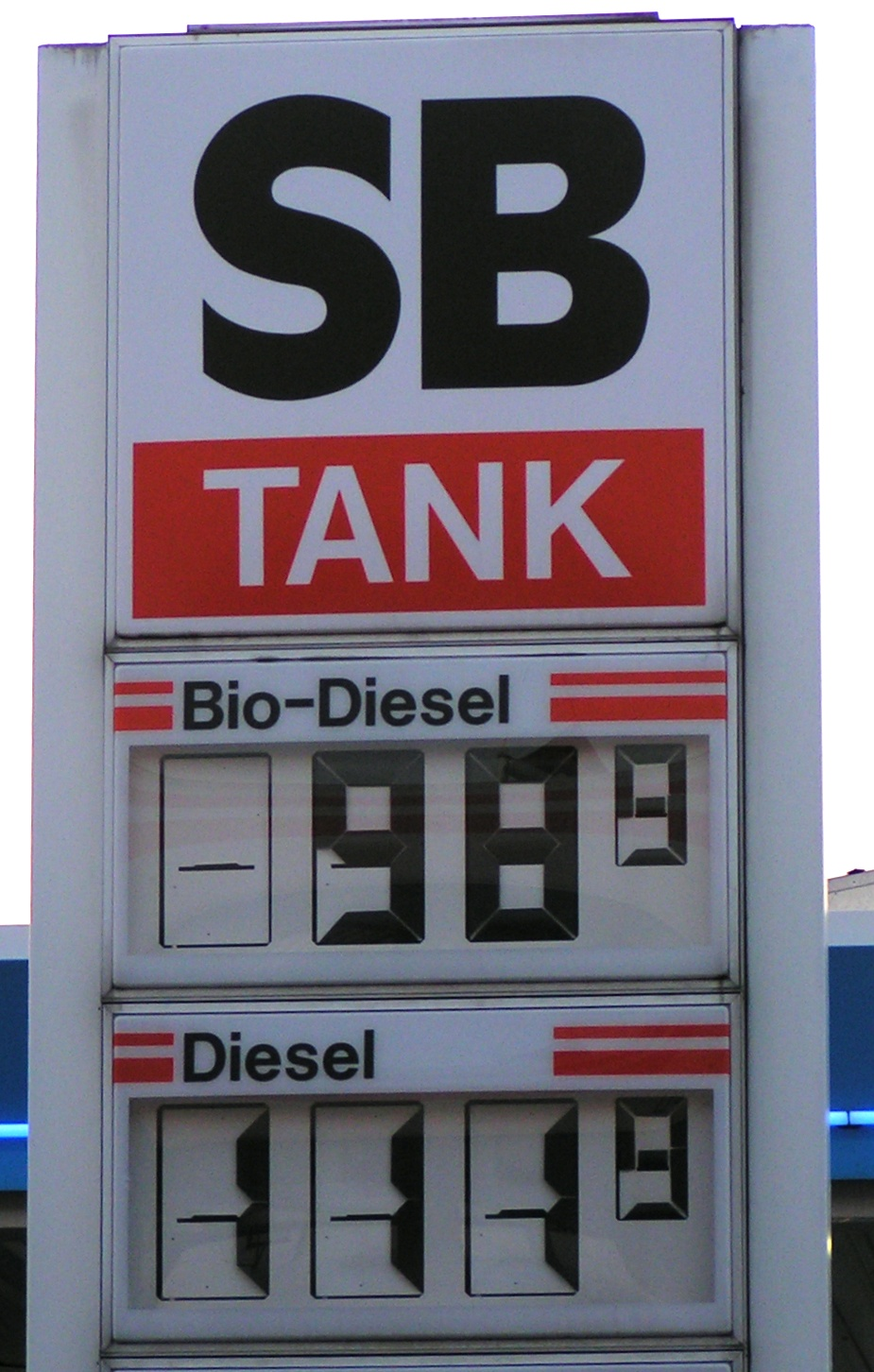
일부 국가에서는 바이오 디젤이 기존 디젤보다 저렴하다.

바이오디젤(biodiesel)은 석유 기반인 경유의 대안으로 식물성 기름이나 동물성 지방과 같이 재생 가능한 자원을 바탕으로 제조된다. 화학적으로 바이오디젤은 긴 지방산 고리를 가진 단일 알킬 에스터 혼합물이다. 본래 기름을 원하는 에스터로 전환하고, 자유 지방산을 제거하기 위해 지질 에스터 교환 반응이 이용된다. 이런 과정을 거치면, 바이오디젤은 비방향족 식물성 기름과는 달리 경유와 매우 비슷한 연소 특성을 가지기 때문에, 현재 사용되는 대부분의 경우에 경유를 대체할 수 있다. 그러나 현재 바이오디젤은 순수 초저유황 연료의 낮은 윤활성을 향상시키기 위해 경유와 섞어 쓰는 경우가 많다. 바이오디젤은 재생 가능한 연료로서 현재의 엔진 기름을 대체할 수 있고, 기존의 시설을 통해 운반, 판매가 가능하기 때문에, 가장 중요한 교통 에너지 자원인 화석 연료의 유력한 대안으로 꼽히고 있다. 바이오디젤의 생산과 사용은 특히 유럽과 미국, 아시아에서 급격히 증가하고 있지만, 전체 연료 시장에서 차지하는 비율은 아직 미미하다. 바이오디젤을 취급하는 주유소가 늘어나면서 소비자가 접할 수 있는 기회가 많아졌고, 대형 선박의 연료에 바이오디젤을 혼합하는 경우가 늘어나고 있다. 예컨대 대한민국에서는 2006년 7월 1일부터 일반경유에 0.5퍼센트의 바이오디젤이 섞인 혼합 경유를 판매하고 있고 (2018년부터는 3.0%), 독일과 이탈리아에서는 2006년 현재 도심버스, 대형 트럭은 아예 100퍼센트 바이오디젤을 사용하도록 의무화하고 있다.
150 °C의 인화점을 가진 바이오디젤은 경유(64 °C)에 비해 불이 잘 붙지 않고, 더구나 폭발하기 쉬운 휘발유(-45 °C)보다는 안정적이다. 실제로 바이오디젤은 미국 산업안전보건청(OSHA)이 비가연성 액체로 분류하고 있다.
바이오디젤은 동결점이 경유보다 높아서 (약 -5 °C) 추운 기후에서 순수한 형태로 사용하는데 제약이 있다. 또한 5 °C 이하에서는 유동성이 떨어져 연료 공급이 원활하지 못하다. 이러한 이유로 100%의 바이오디젤(BD100)을 사용하는 것보다 경유와 혼합하여 사용하게 된다.
경유와는 달리 바이오디젤은 미생물 분해되며, 독성이 없다. 그리고 연료로서 연소될 때 독성이나 기타 배출물이 현저하게 적다. 메틸 에스터를 제조하기 위해서는 대개 메탄올을 사용하지만, 에틸 에스터 바이오디젤을 제조하는 데는 에탄올도 사용할 수 있다. 에스터 교환 과정의 부산물로 글리세롤이 생성된다.
현재 바이오디젤은 보통 경유보다 생산단가가 높기 때문에, 이 점이 종종 대중화의 최대 걸림돌로 지적되고 있다. 원유 값의 상승에 따라, 바이오디젤의 경제 규모는 앞으로 커질 가능성도 있다. 기름이나 동물성 지방의 전 세계 생산량은 액체 화석 연료의 이용량을 대체할 수준에는 미치지 못한다. 일부 환경 단체, 특히 천연자원 보호 협의회(NRDC)에서는 더 많은 식물성 기름을 생산하기 위해 광범위한 재배가 이루어지고 결국 과도한 비료, 농약의 사용을 빚을 것이라고 비판하고 있다.

## 같이 보기
- 바이오 연료
- 재생 가능 에너지
- 비방향성 식물성 기름(SVO)
- 미래 에너지 개발

## 참고 목록
- A look back at the U.S. Department of Energy Aquatic Species program: Biodiesel from Algae, July 1998, J. Sheehan, et. al. NREL (326쪽 pdf 파일)
- An Overview of Biodiesel and Petroleum Diesel Lifecycles, May 1998, Sheehan, et. al. NREL (60쪽 pdf 파일)
- Business Management for Biodiesel Producers, January 2004, Jon Von Gerpen, Iowa State University under contract with the National Renewable Energy Laboratory (NREL) (210쪽 pdf 파일)
- Energy balances in the growth of oilseed rape for biodiesel and of wheat for bioethanol, June 2000, I.R. Richards
- Life Cycle Inventory of Biodiesel and Petroleum Diesel for Use in an Urban Bus, 1998, Sheehan, et. al. NREL (314쪽 pdf 파일)
- Widescale Biodiesel Production from Algae, August 2004, Michael Briggs, UNH Retrieved December 6, 2004